# Mahidpur
Mahidpur oder Mehidpur (Hindi महिदपुर) ist eine Stadt mit etwa 35.000 Einwohnern im Westen des indischen Bundesstaats Madhya Pradesh. Mahidpur hat den Status eines Municipal Councils und gehört zum Distrikt Ujjain.

## Lage
Die etwa 470 m hoch gelegene Stadt Mahidpur liegt etwa 50 km (Fahrtstrecke) nördlich von Ujjain beim Fluss Shipra.

## Geschichte
Während der Herrschaft der Marathen entstand im ausgehenden 17. oder frühen 18. Jahrhundert ein Fort (Quila Mahidpur). Bei der Stadt fand am 21. Dezember 1817 eine Feldschlacht zwischen den Briten und den Marathen statt; die Briten blieben siegreich und die Marathenkriege fanden ein Ende.

## Sehenswürdigkeiten
Ca. 1,5 km nördlich der Stadt stehen die Ruinen des Mahidpur-Forts, von dem noch zwei Torbauten und Teile der Außenmauern erhalten sind.